# Lijst van Russisch-orthodoxe bisschoppen van Den Haag en Nederland
Onderstaand volgt een lijst van bisschoppen van het aartsbisdom Den Haag en Nederland, een Russisch-orthodox aartsbisdom in Nederland, ressorterend onder het patriarchaat van Moskou.

## Bisschoppen
| Bisschop van Den Haag en Nederland    | Bisschop van Den Haag en Nederland   | Bisschop van Den Haag en Nederland |
| ------------------------------------- | ------------------------------------ | --- |
| Jakob van Den Haag en Nederland       | Jacobus Hubertus Antonius Akkersdijk | was van 1965 tot 1971 bisschop van Den Haag, ressorterend onder de Russisch-orthodoxe Kerk in het Buitenland; werd in 1979 verheven tot aartsbisschop Van 18 augustus 1972 - 30 december 1988, bisschop in het Patriarchaat van Moskou |
| Vladimir van Rostov en Novotsjerkassk | Viktor Markianovitsj Sabodan         | locum tenens Van 30 december 1988 - 19/20 februari 1990 |
| Kirill van Smolensk en Kaliningrad    | Vladimir Michailovitsj Goendjajev    | locum tenens Van 19/20 februari 1990 - 30 augustus 1991 |
| Simon van Brussel en België           | Vladimir Nikolajevitsj Isjoenin      | locum tenens 30 augustus 1991 — 28 december 2017 |
| Eliseos van Den Haag en Nederland     | Ilia Vladimirovitsj Ganaba           | 28 december 2017 - heden |